# Miarrã
Miarrã, skupina američkih Indijanaca i neklasificirani jezik s rezervata Parque Indígena do Xingu u brazilskoj državi Mato Grosso. 
Miarre su slabo poznato pleme koje danas živi u tropskoj kišnoj šumi oko izvora rijeke Arraias, pritoke Maritsaue, na području Parka Xingu na Mato Grossu, Brazil. 
Izuzetno su sumnjičavi prema svimim okolnim susjedima, kako prema Brazilcima, tako i prema ostalim indijanskim plemenima, pa izbjegavaju svaki slučajni susret. Populacija im je bez sumnje malena, možda manja od 100. 
Podaci o njima potječu od braće Villas-Bôas (Orlando i Claudio), Xingu, The Indians, Their Myths, 1973.